# Larsen Bay
Larsen Bay és una població dels Estats Units a l'estat d'Alaska. Segons el cens del 2007 tenia 104 habitants.

## Demografia
Segons el cens del 2000, Larsen Bay tenia 115 habitants, 40 habitatges, i 26 famílies La densitat de població era de 8,2 habitants/km².
Dels 40 habitatges en un 42,5% hi vivien nens de menys de 18 anys, en un 45% hi vivien parelles casades, en un 12,5% dones solteres, i en un 35% no eren unitats familiars. En el 27,5% dels habitatges hi vivien persones soles el 5% de les quals corresponia a persones de 65 anys o més que vivien soles. El nombre mitjà de persones vivint en cada habitatge era de 2,88 i el nombre mitjà de persones que vivien en cada família era de 3,54.
Per edats la població es repartia de la següent manera: un 38,3% tenia menys de 18 anys, un 4,3% entre 18 i 24, un 28,7% entre 25 i 44, un 19,1% de 45 a 60 i un 9,6% 65 anys o més.
L'edat mediana era de 29 anys. Per cada 100 dones hi havia 113 homes. Per cada 100 dones de 18 o més anys hi havia 102,9 homes.
La renda mediana per habitatge era de 40.833 $ i la renda mediana per família de 30.000 $. Els homes tenien una renda mediana de 31.250 $ mentre que les dones 50.625 $. La renda per capita de la població era de 16.227 $. Aproximadament el 27,3% de les famílies i el 20,5% de la població estaven per davall del llindar de pobresa.

## Poblacions més properes
El següent diagrama mostra les poblacions més properes.